# Gomphurus hybridus
Gomphurus hybridus is een echte libel uit de familie van de rombouten (Gomphidae).
De wetenschappelijke naam van de soort werd in 1902 als Gomphus hybridus gepubliceerd door Edward Bruce Williamson.